# Rio Open 2017
Rio Open 2017 — тенісний турнір, що проходив на ґрунтових кортах у місті Ріо-де-Жанейро, Бразилія з 20 лютого. Належав до категорії ATP World Tour 500.

## Фінальна частина

### Одиночний розряд
Домінік Тім —  Пабло Карреньо Буста 7–5, 6–4

### Парний розряд
Пабло Карреньо Буста /  Пабло Куевас —  Хуан Себастьян Кабаль /  Роберт Фара 6–4, 5–7, [10–8]